# Eriocoelum microspermum
Eriocoelum microspermum är en kinesträdsväxtart som beskrevs av Ernest Friedrich Gilg och Ludwig Radlkofer. Eriocoelum microspermum ingår i släktet Eriocoelum och familjen kinesträdsväxter. Inga underarter finns listade i Catalogue of Life.